# Karlee Grey
Karlee Grey (Coconut Creek, 25 gennaio 1994) è un'attrice pornografica statunitense.

## Biografia
Karlee Grey è nata nel gennaio 1994 nella città di Coconut Creek, situata nella contea di Broward, in Florida, da una famiglia di origine brasiliana e italiana. Non ci sono molte informazioni sulla sua biografia prima del 2014, quando ha debuttato come attrice pornografica all'età di 20 anni. Ritiratasi all'inizio del 2019 dopo essere rimasta incinta, ha ripreso a fare l'attrice pornografica alla fine dello medesimo anno e continuando fino al 2022, apparendo in oltre 710 film.

## Filmografia
- Boobaholics Anonymous 10 (2014)
- Big Tit Babysitters (2015)
- Big Tit Teases (2015)
- Big Wet Breasts 3 (2015)
- I Love My Sister's Big Tits 4 (2015)
- I Love My Sister's Big Tits 6 (2015)
- Titty Attack 8 (2015)
- Big Naturals 41 (2016)
- Big Naturals 42 (2016)
- Extreme Naturals 11 (2016)
- Extreme Naturals 12 (2016)
- Tits and Oil (2016)
- Big Wet Tits 16 (2017)
- Good Girls Gone Bad 1 (2017)
- Los Angeles Vice: Une Française dans le Tourbillon du Porno US (2017)
- Massive White Tits (2017)
- Perfect Natural Breasts (2017)
- Wet Curves 1 (2017)
- Big F'n Titties 2 (2018)
- Big F'n Titties 3 (2018)
- Big Tit Fanatic 4 (2018)
- Oiled Up Natural Tits (2018)
- XXX Big Tit Rubdown (2018)
- Baby Got Boobs 17 (2019)
- Big F'n Titties 9 (2019)
- Overworked Titties 7 (2019)
- Baby Got Boobs 18 (2020)
- True Confessions of A Porn Starlet 6: Bad Student (2020)
- Baby Got Boobs 20 (2021)
- Your Breasts, Your Choice! (2021)
- Lick It Good 9 (2022)
- Wet and Ready (2022)
- Prized Pussy 7 (2023)
- Big Bootied Bitches (2024)
- Push In The Bush The Best Of Hairy Bushes (2025)